# Kratka kronologija
Kratka kronologija je ena od kronologij bližnjevzhodne bronaste in zgodnje železne dobe, v kateri sta fiksna datuma vladavina Hamurabija (1728-1686 pr. n. št.) in opustošenje Babilona leta 1531 pr. n. št.. 
Absolutni datumi 2. tisočletja pr. n. št. imajo v akademskih krogih zelo malo podpore, še posebej po nedavnih poglobljenih raziskavah. V  strokovni literaturi se še vedno pogosto uporablja srednjo kronologijo, ki fiksira Hamurabijevo vladavino na obdobje 1792-1750 pr. n. št., kratko kronologijo pa so v nedavni  literaturi v bistvu ovrgli. Za večino spornega obdobja se datumi srednje kronologije izračunavajo s prištevanjem 64 let k datumom v kratki kronologiji: letu 1728 pr. n. št. v kratki kronologiji ustreza leto 1792 v srednji kronologiji.
Po tako imenovanem »mračnem obdobju« med padcem Babilona in vzponom Kasitske dinastije je absolutno datiranje manj nezanesljivo. Točni datumi sicer še vedno niso dogovorjeni, 64 letna razlika med srednjo in kratko kronologijo  pa se od začetka Tretne urske dinastije nič več ne uporablja.

## Zgodnja bronasta doba
Ocenjevanje absolutnih datumov je mogoče samo za drugo polovico 3. tisočletja pr. n. št. Za prvo polovico so mogoče  samo zelo grobe ocene, ki temeljijo na ujemanju arheoloških podatkov s pisnimi viri.

### Kralji Eble
Za prevlado na starodavnem Bližnjem vzhodu sta tekmovali mestni državi Ebla in Mari v sedanji Siriji. Ebla je pod Irkab-Damumon nazadnje porazila Mari ravno takrat, ko sta se začela vzpenjati Uruk in Akad. Po letih napredovanja in nazadovanja je Eblo uničilo Akadsko kraljestvo. V razvalinah mesta so odkrili lončenino s pečati egipčanskega faraona Pepija I..
| Vladar                  | Predvideno vladanje   | Komentar                                          |
| ----------------------- | --------------------- | ------------------------------------------------- |
| Igriš-Halam             | okoli 2300 pr. n. št. |                                                   |
| Irkab-Damu              |                       | sodobnik Iblul-Ila Marijskega                     |
| Ar-Enum ali Reši-Enum   |                       |                                                   |
| Ibrium ali Ebrium       |                       | sodobnik Tudije Asirskega (vprašljivo)            |
| Ibi-Sipiš ali Ibi-Zikir |                       | Ibriumov sin                                      |
| Dubuhu-Ada              |                       | Eblo uničita Naram-Sin Akadski ali Sargon Akadski |

### Sumerija
Tretja uruška dinastija
Lugalzagesi Umski je po porazu Lagaša vladal iz Uruka in nazadnje podlegel nastajajočemu Akadskemu cesarstvu.
| Vladar      | Predvideno vladanje  | Komentar                                                                     |
| ----------- | -------------------- | ---------------------------------------------------------------------------- |
| Lugalzagesi | 2295–2271 pr. n. št. | porazil je Urukagino Lagaškega in bil zatem sam poražen od Sargona Akadskega |

Akadska dinastija
Ker Akada,  glavnega mesta Akadskega kraljestva še ni niso odkrili, prihajajo vsi kronološki podatki  iz bolj oddaljenih lokacij kot so Ebla, Tell Brak, Nipur, Susa in Tell Lejlan. Jasno je, da se je kraljestvo širilo med vladavino Sargona in Naram-sina. Zadnjemu akadskemu kralju Šar-kali-šariju je uspelo obdržati kraljestvo kot celoto, po njegovi smrti pa se je imperij razdrobil. Mesto Akad so zatem uničili Gutijci.
| Vladar        | Predvideno vladanje  | Komentar                                         |
| ------------- | -------------------- | ------------------------------------------------ |
| Sargon        | 2270–2215 pr. n. št. |                                                  |
| Rimuš         | 2214–2206 pr. n. št. | Sargonov sin                                     |
| Man-ištišu    | 2205–2191 pr. n. št. | Sargonov sin                                     |
| Naram-Sin     | 2190–2154 pr. n. št. | Sargonov vnuk                                    |
| Šar-kali-šari | 2153–2129 pr. n. št. | Naram-Sinov sin                                  |
| Irgigi        |                      |                                                  |
| Nanum         |                      |                                                  |
| Imi           |                      |                                                  |
| Ilulu         |                      |                                                  |
| Dudu          | 2125–2104 pr. n. št. |                                                  |
| Šu-Durul      | 2104–2083 pr. n. št. | Akad pade pod oblast sumerske Gutijske dinastije |

Gutijski kralji
Gutijci so se v regiji prvič pojavili med vladanjem Sargona Akadskega in po zatonu Akadskega kraljestva in Šar-kali-šarijevi smrti postali regionalna sila. Dinastija se je končala s porazom zadnjega kralja Tirigana v vojno z Urukom. 
Napisi dokazujejo obstoj samo nekaj gutijskih kraljev, ki sicer niso uvrščeni na Seznam sumerskih kraljev
| Vladar                             | Predvideno vladanje  | Komentar                                          |
| ---------------------------------- | -------------------- | ------------------------------------------------- |
| Eridupizir                         | 2141–2138 pr. n. št. | kraljevi napis v Nipurju                          |
| Imta ali Nibia                     | 2138–2135 pr. n. št. | 3 ali 5 let ni bilo nobenega kralja               |
| Inkišuš                            | 2135–2129 pr. n. št. | prvi gutijski vladar na Seznamu sumerskih kraljev |
| Sarlagab                           | 2129–2126 pr. n. št. |                                                   |
| Šulme                              | 2126–2120 pr. n. št. |                                                   |
| Elulmeš ali Silulume               | 2120–2114 pr. n. št. |                                                   |
| Inimabakeš                         | 2114–2109 pr. n. št. |                                                   |
| Igešauš ali Igeaus                 | 2109–2103 pr. n. št. |                                                   |
| Jarlagab ali Jarlakaba             | 2103–2088 pr. n. št. |                                                   |
| Ibate                              | 2088–2085 pr. n. št. |                                                   |
| Jarlangab ali Jarla                | 2085–2082 pr. n. št. |                                                   |
| Kurum                              | 2082–2081 pr. n. št. |                                                   |
| Apilkin ali Habil-kin ali Apil-kin | 2081–2078 pr. n. št. |                                                   |
| La-erabum                          | 2078–2076 pr. n. št. | napis na glavi kija                               |
| Irarum                             | 2076–2074 pr. n. št. |                                                   |
| Ibranum                            | 2074–2073 pr. n. št. |                                                   |
| Hablum                             | 2073–2071 pr. n. št. |                                                   |
| Puzur-Suen                         | 2071–2064 pr. n. št. | Hablumov sin                                      |
| Jarlaganda                         | 2064–2057 pr. n. št. | ustanovitveni napis v Umi                         |
| Si-um ali Si-u                     | 2057–2050 pr. n. št. | ustanovitveni napis v Umi                         |
| Tirigan                            | 2050–2050 pr. n. št. | sodobnik of Utu-hengala Urukškega                 |

Druga lagaška dinastija
Po razpadu Akadskega cesarstva je Lagaš postopoma spet postal pomemben dejavnik. Kot vazal gutijskih kraljev je bil izjemno uspešen in med Gudeovo vladavino dosegel svoj višek. Po porazu zadnjega gutijskega kralja Tirigana v vojni z Utu-hengalom je Lagaš prišel pod oblast Ura, v katerem je takrat vladal Ur-Nama.
Nekaj podatkov kaže, da bi vrstni red zadnjih dveh lagaških vladarjev lahko bil obraten.
| Vladar             | Predvideno vladanje   | Komentar                                   |
| ------------------ | --------------------- | ------------------------------------------ |
| Lugalušumgal       | okoli 2140 pr. n. št. | vladal pod gutijskimi kralji               |
| Puzer-Mama         |                       |                                            |
| Ur-Utu             |                       |                                            |
| Ur-Mama            |                       |                                            |
| Lu-Baba            |                       |                                            |
| Lugula             |                       |                                            |
| Kaku ali Kakug     | do 2093 pr. n. št.    |                                            |
| Ur-Bau ali Ur-baba | 2093–2080 pr. n. št.  |                                            |
| Gudea              | 2080–2060 pr. n. št.  | Ur-babov zet                               |
| Ur-Ningirsu        | 2060–2055 pr. n. št.  | Gudeov sin                                 |
| Pirigme ali Ugme   | 2055–2053 pr. n. št.  | Gudeov vnuk                                |
| Ur-gar             | 2053–2049 pr. n. št.  |                                            |
| Namahani           | 2049–2046 pr. n. št.  | Kakujev vnuk, katerega je premagal Ur-Nama |

Peta uruška dinastija
Utu-hengal je združil več sumerskih mestnih držav in iz regije pregnal Gutijce. V Seznamu sumerskih kraljev je navedena tudi predhodna Četrta uruška dinastija, ki še ni dokazana.
| Vladar     | Predvideno vladanje  | Komentar                          |
| ---------- | -------------------- | --------------------------------- |
| Utu-hengal | 2055–2048 pr. n. št. | imenuje Ur-Nama za guvernerja Ura |

Tretja urska dinastija (sumerska renesansa)

Izgleda, da je po koncu vladanja Utu-hengala Uruškega oblast nad njegovo zapuščino na miren način prevzel Ur. Prvi urski kralj Ur-Nama je po porazu  Lagaša  utrdil svojo oblast. Po koncu dinastije zaradi opustošenja Ura, ki so ga povzočili Elamiti in Šimaški, je dinastiji ostalo samo majhno ozemlje v neposredni okolici Ura.
| Vladar               | Predvideno vladanje  | Komentar                                                    |
| -------------------- | -------------------- | ----------------------------------------------------------- |
| Ur-Nama ali Ur-Engur | 2047–2030 pr. n. št. | porazil Namahanija Lagaškega; sodobnik Utu-hengala Uruškega |
| Šulgi                | 2029–1982 pr. n. št. | možen lunin/sončev mrk leta 2005 pr. n št.                  |
| Amar-Suena           | 1981–1973 pr. n. št. | Šulgijev sin                                                |
| Šu-Suen              | 1972–1964 pr. n. št. |                                                             |
| Ibi-Suen             | 1963–1940 pr. n. št. | Šu-Suenov sin                                               |

## Srednja bronasta doba
Staro asirsko ali staro babilonsko obdobje (20.-15. stoletje pr. n. št.)
Prva isinska dinastija
Po Išbi-erovem obdobju se je Isin pod Ibi-Suenom odcepil od propadajoče Tretje urske dinastije. Isin je dosegel svoj višek pod Išme-Daganom. Kraljestvo je  oslabelo zaradi napadov vedno močnejših Babiloncev in nazadnje prišlo pod oblast rivalske Larse pod Rim-Sinom I..
| Vladar                  | Predvideno vladanje  | Komentar                          |
| ----------------------- | -------------------- | --------------------------------- |
| Išbi-Era                | 1953–1921 pr. n. št. | sodobnik Ibi-Suena Uruškega       |
| Šu-Ilišu                | 1920–1911 pr. n. št. | sin Išbi-Era                      |
| Idin-Dagan              | 1910–1890 pr. n. št. | sin Šu-Iliuja                     |
| Išme-Dagan              | 1889–1871 pr. n. št. | sin Idin-Dagana                   |
| Lipit-Ištar             | 1870–1860 pr. n. št. | sodobnik Gungunuma Larškega       |
| Ur-Ninurta              | 1859–1832 pr. n. št. | sodobnik Abisareja Larškega       |
| Bur-Suen                | 1831–1811 pr. n. št. | sin Ur-Ninurte                    |
| Lipit-Enlil             | 1810–1806 pr. n. št. | sin Bur-Suena                     |
| Era-imiti ali Ura-imiti | 1805–1799 pr. n. št. |                                   |
| Enlil-bani              | 1798–1775 pr. n. št. | sodobnik Sumu-la-Ela Babilonskega |
| Zambija                 | 1774–1772 pr. n. št. | sodobnik Sin-Ikišama Larškega     |
| Iter-piša               | 1771–1768 pr. n. št. |                                   |
| Ur-du-kuga              | 1767–1764 pr. n. št. |                                   |
| Suen-magir              | 1763–1753 pr. n. št. |                                   |
| Damik-ilišu             | 1752–1730 pr. n. št. | sin Suen-magirja                  |

Kralji Larse
Kronologija Larškega kraljestva temelji predvsem na Seznamu larških kraljev, številnih kraljevih napisih in  trgovskih dokumentih. Seznam larških kraljev je bil sestavljen med Hamurabijevim vladanjem po njegovi osvojitvi Larse. Domneva se, da so prvi larški kralji v resnici v kralje povišani isinski amoritski guvernerji, s čimer so legitimirali oblast  amoritskih Babiloncev nad Larso. Ob koncu babilonske okupacije se je Larsa uprla. Uporu, ki se je končal s smrtjo zadnjega kralja Rim-Sina II. , je sledilo kratko obdobje samostojnosti.
| Vladar                 | Predvideno vladanje  | Komentar                                                                          |
| ---------------------- | -------------------- | --------------------------------------------------------------------------------- |
| Naplanum               | 1961–1940 pr. n. št. | sodobnik Ibi-Suena Urskega                                                        |
| Emisum                 | 1940–1912 pr. n. št. |                                                                                   |
| Samium                 | 1912–1877 pr. n. št. |                                                                                   |
| Zabaja                 | 1877–1868 pr. n. št. | Samiumov sin, prvi kraljevi napis                                                 |
| Gungunum               | 1868–1841 pr. n. št. | dobil neodvisnost od Lipit-Ištarja Isinskega                                      |
| Abisare                | 1841–1830 pr. n. št. |                                                                                   |
| Sumuel                 | 1830–1801 pr. n. št. |                                                                                   |
| Nur-Adad               | 1801–1785 pr. n. št. | sodobnik Sumu-la-Ela Babilonskega                                                 |
| Sin-Idinam             | 1785–1778 pr. n. št. | Nur-Adadov sin                                                                    |
| Sin-Eribam             | 1778–1776 pr. n. št. |                                                                                   |
| Sin-Ikišam             | 1776–1771 pr. n. št. | Sin-Eribamov sin, sodobnik Zambije Isinskega                                      |
| Sili-Adad              | 1771–1770 pr. n. št. |                                                                                   |
| Varad-Sin              | 1770–1758 pr. n. št. | morda sovladar svojega očeta Kudur-Mabuka                                         |
| Rim-Sin I.             | 1758–1699 pr. n. št. | sodobnik Irdaneneja Uruškega, Varad-Sinov brat, poraženec Hamurabija Babilonskega |
| Hamurabi Babilonski    | 1699–1686 pr. n. št. | uradno babilonski vladar                                                          |
| Samsu-iluna Babilonski | 1686–1678 pr. n. št. | uradno babilonski vladar                                                          |
| Rim-Sin II.            | 1678–1674 pr. n. št. | ubit v uporu proti Babiloncem                                                     |

Prva babilonska dinastija
Po padcu Tretje urske dinastije je nastal vakuum oblasti, v katerem sta se Isin in Larsa upirala  oblasti  Babiloncev, katerim so se kasneje pridružili Asirci. V drugi polovici Hamurabijeve vladavine  je Babilonija dosegla prevlado in svoj položaj v veliki meri ohranila do opustošenja, ki ga je povzročil Mursili I. leta 1531 pr. n. št.. Upoštevati je treba,  da pustošenje Babilona ni dokumentirano v nobenem dokumentu iz tistega obdobja, ampak v mnogo kasnejših dokumentih.
| Vladar                   | Predvideno vladanje  | Komentar                                                                     |
| ------------------------ | -------------------- | ---------------------------------------------------------------------------- |
| Sumu-abum ali Su-abu     | 1830–1817 BC         | sodobnik Ilušume Asirskega                                                   |
| Sumu-la-El               | 1817–1781 pr. n. št. | sodobnik Erišuma Asirskega                                                   |
| Sabium ali Sabum         | 1781–1767 pr. n. št. | Sumu-la-Elov sin                                                             |
| Apil-Sin                 | 1767–1749 pr. n. št. | Sabiumov sin                                                                 |
| Sin-mubalit              | 1748–1729 pr. n. št. | Apil-Sinov sin                                                               |
| Hamurabi                 | 1728–1686 pr. n. št. | sodobnik Zimri-Lima Marijskega, Sive-palar-hupaka Elamskega in Šamš-Adada I. |
| Samsu-iluna              | 1686–1648 pr. n. št. | Hamurabijev sin                                                              |
| Abi-ešuh ali Abiešu      | 1648–1620 pr. n. št. | Samsu-ilunov sin                                                             |
| Ami-ditana               | 1620–1583 pr. n. št. | Abi-ešuhov sin                                                               |
| Ami-saduka ali Amisaduka | 1582–1562 pr. n. št. | Venerina tablica kralja Amisaduka                                            |
| Samsu-Ditana             | 1562–1531 pr. n. št. | Opustošenje Babilona                                                         |

Prva pomorska dinastija (Druga babilonska dinastija)
Ko so odkrili imena kraljev iz  Pomorske dinastije, so domnevali, da spadajo v obdobje med Prvo babilonsko in Kasitsko dinastijo. Sodobne raziskave so pokazale, da so vladali  vzporedno z njima v Babilonu in ostankih Babilonskega cesarstva po opustošenju leta 1531 pr. n. št..
| Vladar                  | Predvideno vladanje   | Komentar                                                       |
| ----------------------- | --------------------- | -------------------------------------------------------------- |
| Ilumael ali Ilum-ma-ili | okoli 1700 pr. n. št. | sodobnik Samsu-iluna in Abi-ešuha iz Prve babilonske dinastije |
| Iti-ili-nibi            |                       |                                                                |
| Damk-ilišu II.          |                       |                                                                |
| Iškibal                 |                       |                                                                |
| Šuši                    |                       |                                                                |
| Gulkišar                |                       |                                                                |
| mDIŠ+U-EN               |                       | izgovarjava ni znana                                           |
| Pešgaldarameš           |                       | Gulkišarjev sin                                                |
| Ajadaragalama           |                       | Gulkišarjev sin                                                |
| Akurduana               |                       |                                                                |
| Melamkurkura            |                       |                                                                |
| Ea-gamil                | okoli 1460 pr. n. št. | sodobnik Ulamburiaša iz babilonske Kasitske dinastije          |

Hetitsko Staro kraljestvo

Absoltna kronologija hetitskega Starega kraljestva v celoti temelji samo na opustošenju Babilona leta 1531 pr. n. št. zato je še vedno izjemno nejasna. Mursili I. se je odpravil na več kot 750  km dolg pohod iz Alepa v Babilon, ga izropal, se takoj odpravil domov in se nikoli več vrnil.  Vsi drugi razpoložljivi kronološki sinhronizmi so lokalni in omejeni samo na pokrajine blizu Male Azije.
| Vladar                      | Predvideno vladanje  | Komentar                                                |
| --------------------------- | -------------------- | ------------------------------------------------------- |
| Pusaruma                    |                      |                                                         |
| Labarna I.                  |                      |                                                         |
| Hatusili I. ali Labarna II. | 1586–1556 pr. n. št. | stari oče Mursilija I.                                  |
| Mursili I.                  | 1556–1526 pr. n. št. | med vladanjem Samsu-Ditane Babilonskega izropal Babilon |
| Hantili I.                  | 1526–1496 pr. n. št. |                                                         |
| Zidanta I.                  | 1496–1486 pr. n. št. |                                                         |
| Amuna                       | 1486–1466 pr. n. št. | sin Hantilija I.                                        |
| Huzija I.                   | 1466–1461 pr. n. št. | Amunanov sin                                            |

## Pozna bronasta doba
Srednje asirsko obdobje (14.-12. stoletje pr. n. št.).
Tretja Babilonska dinastija (Kasitska)

Kasiti so  se prvič pojavili med vladanjem Samsu-ilune iz Prve babilonske dinastije. Po porazu v vojni z Babilonci so se umaknili prevzeli oblast v mestni državi Mari. Po nedoločeno dolgem obdobju po padcu Babilona so ustanovili svojo babilonsko Kasitsko dinastijo, ki je vladala 576 let.  Seznam babilonskih kraljev opredeljuje 36  kraljev, od katerih je čitljivih samo 18 imen. Nekaj drugih imen je znanih z napisov.  V srednjem obdobju dinastije je nekaj zmede zaradi neskladij med Sinhronistično kroniko in Kroniko P. Kasnejši kralji so dobro dokumentirani z napisi na kudurujih.  Relativno datiranje je iz sinhronizmov z Egipčani, Asirci in Hetiti. Dinastija se je končala s porazom Enlil-nadin-ahija v vojni z Elamom.
| Vladar                    | Predvideno vladanje  | Komentar                                                                                    |
| ------------------------- | -------------------- | ------------------------------------------------------------------------------------------- |
| Agum II. ali Agum-Kakrime |                      |                                                                                             |
| Burnaburiaš I.            |                      | mirovna pogodba s Puzur-Ašurjem III. Asirskim                                               |
| Kaštiliaš III.            |                      |                                                                                             |
| Ulamburiaš                |                      | premaga babilonsko Pomorsko dinastijo                                                       |
| Agum III.                 |                      |                                                                                             |
| Karaindaš                 |                      | mirovna pogodba z Ašur-bel-nišešujem Asirskim                                               |
| Kadašman-harbe I.         |                      | vojni pohod proti Sutuju                                                                    |
| Kurigalzu I.              |                      | ustanovitelj Dur-Kurigalzuja in sodobnik Tutmoza IV.                                        |
| Kadašman-Enlil I.         | 1374–1360 pr. n. št. | sodobnik Amenhotepa III. in Amarnskih pisem                                                 |
| Burnaburiaš II.           | 1359–1333 pr. n. št. | sodobnik Ehnatona in Ašur-ubalita I. Asirskega                                              |
| Kara-hardaš               | 1333 pr. n. št.      | vnuk Ašur-ubalita I.                                                                        |
| Nazi-Bugaš ali Šuzigaš    | 1333 pr. n. št.      | uzurpator "sin nikogar"                                                                     |
| Kurigalzu II.             | 1332–1308 pr. n. št. | sin Burnaburiaša II., udeleženec bitke pri Sugagiju z Enlil-nirarijem Asirskim              |
| Nazi-Marutaš              | 1307–1282 pr. n. št. | sodobnik Adad-nirarija I. Asirskega                                                         |
| Kadašman-Turgu            | 1281–1264 pr. n. št. | sodobnik Hatusilija III. Hetitskega                                                         |
| Kadašman-Enlil II.        | 1263–1255 pr. n. št. | sodobnik Hatusilija III. Hetitskega                                                         |
| Kudur-Enlil               | 1254–1246 pr. n. št. | obdobje nipurske renesanse                                                                  |
| Šagarakti-Šuriaš          | 1245–1233 pr. n. št. | po Tukulti-urti I. Asirskem "Ne-sin Kudur-Enlila"                                           |
| Katiliašu IV.             | 1232–1225 pr. n. št. | sodobnik Tukulti-Ninurte I. Asirskega                                                       |
| Enlil-nadin-šumi          | 1224 pr. n. št.      | Asirija namestila vazalnega kralja                                                          |
| Kadašman-Harbe II.        | 1223 pr. n. št.      | Asirija namestila vazalnega kralja                                                          |
| Adad-šuma-idina           | 1222–1217 pr. n. št. | Asirija namestila vazalnega kralja                                                          |
| Adad-šuma-usur            | 1216–1187 pr. n. št. | sodobnik Ašur-nirarija III. Asirskega                                                       |
| Meli-Šipak II.            | 1186–1172 pr. n. št. | dopisovanje Ninurta-apal-Ekurjem potrjuje osnovnanje Kronologije antičnega Bližnjega vzhoda |
| Marduk-apla-idina I.      | 1171–1159 pr. n. št. |                                                                                             |
| Zababa-šuma-idin          | 1158 pr. n. št.      | poražen od Šutruk-Nahunteja Elamskega                                                       |
| Enlil-nadin-ahi           | 1157–1155 pr. n. št. | poražen od Kutir-Nahunteja Elamskega                                                        |

Mitani

Eden od vzrokov, da ni nobenega seznama mitanskih kraljev, seznamov let ali kraljevih napisov je morda ta, da še vedno niso odkrili Vašukanija, glavnega mesta Mitanija. Na srečo obstajajo številni hetitski in asirski diplomatski viri, ki potrjujejo kronologijo. Mitani je postal močna država pod kraljem Šauštatarjem, potem pa je sčasoma padel v tradicionalno past dinastij in bojev za nasledstvo. Ko sta se za nasledstvo borila Tušrata in  Artatama II., so priložnost izkoristili Hetiti in Asirci. Za njima je vpliv Mitanija v regiji popolnoma usahnil.
| Vladar                   | Predvideno vladanje   | Komentar                                                                                    |
| ------------------------ | --------------------- | ------------------------------------------------------------------------------------------- |
| Kirta                    | okoli 1500 pr. n. št. |                                                                                             |
| Paršatatar ali Paratarna |                       | Kirtov sin                                                                                  |
| Šauštatar                |                       | sodobnik Idrimija Alalahaškega, plenjene Ašurja                                             |
| Artatama I.              |                       | mirovna pogodba s faraonom Tutmozom IV., sodobnik faraona Amenhotepa II.                    |
| Šutarna II.              |                       | v njegovem 10. letu vladanja hčerka poročena s faraonom Amenhotepom III.                    |
| Artašumara               |                       | sin Šutarne II., kratka vladavina                                                           |
| Tušrata                  | okoli 1350 pr. n. št. | sodobnik Supiluliume I. Hetitskega in faraonov Amenhotep III. Amenhotep IV., Amarnska pisma |
| Artatama II.             |                       | mirovna pogodba s Supiluliumom I. Hetistskim, nekaj časa vladal kot Tušrata                 |
| Šutarna III.             |                       | sodobnik Supiluliume I. Hetitskega                                                          |
| Šativaza                 |                       | Mitani postane vazal Hetitskega cesarstva                                                   |
| Šatuara I.               |                       | Mitani postane vazal Asirije pod Adad-nirarijem I.                                          |
| Vasašata                 |                       | sin Šatuare I.                                                                              |

Srednjeasirsko kraljestvo

Asirija je  dolgo časa imela majhno politično vlogo, po porazu sosednjega Mitanija v vojni s Hetiti pa je pod Ašur-ubalitom I. prevzela vodilno vlogo na antičnem Bližnjem vzhodu. Za to obdobje so značilni konflikti z Babilonci in Hetiti in diplomatske izmenjave z Egiptom (Amarnska pisma).  Po izkopavanjih v poznem 19. in v začetku 20. stoletja, v katerih so odkrili številne novoasirske dokumente, med njimi Seznam asirskih kraljev,  so znanstveniki domnevali, da bi lahko kronološke podatke  za prejšnja asirska obdobja sprejeti kot točne zgodovinske podatke. V zadnjih letih se je to stališče spremenilo in zgodnja asirska kronologija je ponovno postala predmet raziskav. Ker mnenja še niso usklajena, je v preglednici naveden tradicionalni vrstni red vladarjev in leta njihovega vladanja.
| Vladar             | Predvideno vladanje  | Komentar                                                                          |
| ------------------ | -------------------- | --------------------------------------------------------------------------------- |
| Eriba-Adad I.      | 1380–1353 pr. n. št. |                                                                                   |
| Ašur-ubalit I.     | 1353–1318 pr. n. št. | sodobnik Burnaburiaša II. Babilonskega in Supiluliume I. Hetitskega               |
| Enlil-nirari       | 1317–1308 pr. n. št. | sin Ašur-ubalita I., udeleženec bitka pri Sugagiju s Kurigalzujem II. Babilonskim |
| Arik-den-ili       | 1307–1296 pr. n. št. |                                                                                   |
| Adad-nirari I.     | 1295–1264 pr. n. št. | sodobnik Šature I. in Vasašataja Mitanskega                                       |
| Šalmaneser I.      | 1263–1234 pr. n. št. | sin Adad-nirarija I.                                                              |
| Tukulti-Ninurta I. | 1233–1197 pr. n. št. | sodobnik Kaštiliašuja IV. Babilonskega                                            |
| Ašur-nadin-apli    | 1196–1194 pr. n. št. | sin Tukulti-Ninurte I.                                                            |
| Ašur-nirari III.   | 1193–1188 pr. n. št. | sin Ašur-nadin-aplija, sodobnik Adad-šuma-usurja Babilonskega                     |
| Enlil-kuduri-usur  | 1187–1183 pr. n. št. | sin Tukulti-Ninurte I.                                                            |
| Ninurta-apal-Ekur  | 1182–1180 pr. n. št. |                                                                                   |

Novohetitsko kraljestvo

Supiluliuma I.  je povedel Hetite iz anonimnosti v mogočno cesarstvo, ki je trajalo skoraj 150 let. Novohetitsko cesarstvo je doseglo svoj višek po porazu Mitanija, ki je povzročil tudi vzpon Asirije. Dinastija se je končala z opustošenjem Hatuše, ki so ga povzročili neznani napadalci, med katerimi so bila verjetno Pomorska ljudstva in Kaskijci.
| Vladar                      | Predvideno vladanje    | Komentar |
| --------------------------- | ---------------------- | --- |
| Tudhalija III.              | 1360–1344 pr. n. št.   | sin Tudhalije II. |
| Supiluliuma I.              | 1344–1322 pr. n. št.   | sin Tudhalije III., sodobnik Tušrata Mitanskega |
| Arnuvanda II.               | 1322–1321 pr. n. št.   | sin Supiluliume I. |
| Mursili II.                 | 1321–1295 pr. n. št. C | sin Supiluliume I., Mursilijev sončev mrk |
| Muvatali II.                | 1295–1272 pr. n. št.   | sin Mursilija II., bitka pri Kadešu v 5. letu vladanja Ramzesa II.                                                                                 |
| Mursili III. ali Urhi-Tešub | 1272–1267 pr. n. št.   | sin Muvatalija II. |
| Hatusili III.               | 1267–1237 pr. n. št.   | sin Mursilija II., v 21. letu vladanja Ramzesa III. mirovna pogodba z Egiptom, sodobnik Šalmaneserja I. Asirskega in Kadašman-Turguja Babilonskega |
| Tudhalija IV.               | 1237–1209 pr. n. št.   | sin Hatusilija III., bitka pri Hihriji |
| Arnuvanda III.              | 1209–1207 pr. n. št.   | sin Tudhalija IV. |
| Supiluliuma IIl.            | 1207–1178 pr. n. št.   | sin Tudhalija IV., padec Hatuše |

Ugaritski kralji

Ugarit je bil odvisna država, sprva od Mitanija in zatem od Hetitov, zato v regiji ni imel pomembne vloge. Dolžine vladavin in absolutna kronologija Ugarita še niso znane. Zaradi znanega vrstnega  reda kraljev in nekaj sinhronizmov je mogoče dosti dobro določiti leta njihove vladavine.  Padec Ugaritov je zožen na obdobje od vladanja faraona Merneptaha do 8. leta vladanja faraona Ramzesa III., kar v grobem sovpada z opustošenjem Hatuše.
| Vladar       | Predvideno vladanje   | Komentar                                                      |
| ------------ | --------------------- | ------------------------------------------------------------- |
| Amitamru I.  | okoli 1350 pr. n. št. |                                                               |
| Nikmadu II.  |                       | sodobnik Supiluliume I. Hetitskega                            |
| Arhalba      |                       |                                                               |
| Nikmepa      |                       | mirovna pogodba z Mursilijem II. Hetitskim, sin Nikmaduja II. |
| Amitamru II. |                       | Nikmepov sin, sodobnik Bentisine Amurujskega                  |
| Ibiranu      |                       |                                                               |
| Nikmadu III. |                       |                                                               |
| Amurapi      | okoli 1200 pr. n. št. | sodobnik zakladnika Baja (Egipt), uničenje Ugarita            |

## Železna doba
Zgodnja  železna doba (12. -7. stoletja pr. n. št.).
Noben dogodek iz kratke kronologije antičnega Bližnjega vzhoda nima do vzpona novobabilonskih in novoasirskih vladarjev nobene trdne povezave z dolgo kronologijo.  Datumi, dolžine vladavin in celo imena številnih vladarjev iz tega vmesnega obdobja še vedno niso znani. Stanje dodatno otežuje nekaj ohranjenih virov, na primer Sinhronistična kronika, ki navaja   nasprotujoče si podatke.
Druga isinska dinastija
Po padcu babilonske Kasitske dinastije po vdoru Elamitov je središče moči v regiji in vladar Babilonije postala mestna država Isin. Asirija je bila v tem obdobju izjemno šibka, razen med vladanjem Tiglata-Pileserja I. Druge mestne države se še niso opomogle  od kolapsa bronaste dobe.
| Vladar             | Predvideno vladanje  | Komentar                                             |
| ------------------ | -------------------- | ---------------------------------------------------- |
| Marduk-kabit-ahešu | 1157–1140 pr. n. št. |                                                      |
| Iti-Marduk-balatu  | 1139–1132 pr. n. št. |                                                      |
| Ninurta-nadin-šumi | 1131–1126 pr. n. št. | sodobnik Ašur-reš-išija I. Asirskega                 |
| Nebukadnezar I.    | 1125–1104 pr. n. št. | izvorno Nabu-kuduri-usur, sodobnik Ašur-reš-išija I. |
| Enlil-nadin-apli   | 1103–1100 pr. n. št. | sin Nebukadnezarja I.                                |
| Marduk-nadin-ahe   | 1099–1082 pr. n. št. | sodobnik Tiglat-Pileserja I. Asirskega               |
| Marduk-šapik-zeri  | 1081–1069 pr. n. št. | sodobnik Ašur-bel-kala Asirskega                     |
| Adad-apla-idina    | 1168–1147 pr. n. št. | sodobnik Ašur-bel-kala Asirskega                     |
| Marduk-ahe-eriba   | 1046 pr. n. št.      |                                                      |
| Marduk-zer-X       | 1045–1034 pr. n. št. |                                                      |
| Nabu-šum-libur     | 1033–1026 pr. n. št. |                                                      |

Srednje asirsko obdobje
Srednjeasirskemu kraljestvu sledi nejasno obdobje asirske zgodovine. Trenutno edina ključna kronologija za tisto obdobje je Seznam asirskih kraljev, ki je, na žalost, v neskladju z drugimi zapisi, na primer Sinhroniziranim seznamom kraljev in Seznamom babilonskih kraljev. Vsi asirski vladarji iz tega obdobja so bili precej šibki. Izjema je bil Tiglat-Pileser I.. Ta kronologija je zasnovana na verjetni sočasnosti z Egiptom v preteklem obdobju.
| Vladar               | Predvideno vladanje  | Komentar                |
| -------------------- | -------------------- | ----------------------- |
| Ašur-Dan I.          | 1179–1133 pr. n. št. | sin Ninurta-apal-Ekurja |
| Ninurta-tukulti-Ašur | 1133 pr. n. št.      |                         |
| Mutakil-nusku        | 1133 pr. n. št.      |                         |
| Ašur-reš-iši I.      | 1133–1115 pr. n. št. |                         |
| Tiglat-Pileser I-    | 1115–1076 pr. n. št. |                         |
| Ašarid-apal-Ekur     | 1076–1074 pr. n. št. |                         |
| Ašur-bel-kala        | 1074–1056 pr. n. št. |                         |
| Eriba-Adad II.       | 1056–1054 pr. n. št. |                         |
| Šamši-Adad IV.       | 1054–1050 pr. n. št. |                         |
| Ašur-nasir-pal I.    | 1050–1031 pr. n. št. |                         |
| Šalmaneser II.       | 1031–1019 pr. n. št. |                         |
| Ašur-nirari IV.      | 1019–1013 pr. n. št. |                         |
| Ašur-rabi II.        | 1013–972 pr. n. št.  |                         |
| Ašur-reš-iši II.     | 972–967 pr. n. št.   |                         |
| Tiglat-Pileser II.   | 967–935 pr. n. št.   |                         |
| Ašur-dan II.         | 935–912 pr. n. št.   |                         |

Babilonija
V. do IX. babilonska  (po-kasitska) dinastija:
| Vladar                  | Predvideno vladanje  | Komentar                                |
| ----------------------- | -------------------- | --------------------------------------- |
| Simbar-šipak            | 1025–1008 pr. n. št. | V. dinastija – Druga pomorska dinastija |
| Ea-mukin-zeri           | 1008 pr. n. št.      |                                         |
| Kaššu-nadin-ahi         | 1008–1004 pr. n. št. |                                         |
| Eulmaš-šakin-šumi       | 1004–987 pr. n. št.  | V. dinastija – Bit-Bazijska dinastija   |
| Ninurta-kuduri-usur I.  | 987–985 pr. n. št.   |                                         |
| Širikti-šukamuna        | 985 pr. n. št.       |                                         |
| Mar-biti-apla-usur      | 985–979 pr. n. št.   | VII. dinastija – Elamska dinastija      |
| Nabu-mukin-apli         | 979–943 pr. n. št.   | VIII. dinastija – dinastija E           |
| Ninurta-kuduri-usur II. | 943 pr. n. št.       | IX. dinastija                           |
| Mar-biti-ahe-idina      | 943–920 pr. n. št.   |                                         |
| Šamaš-mudamik           | okoli 900 pr. n. št. |                                         |
| Nabu-šuma-ukin I.       |                      |                                         |
| Nabu-apla-idina         |                      |                                         |
| Marduk-zakir-šumi I.    |                      |                                         |
| Marduk-balasu-ikbi      |                      |                                         |
| Baba-aha-idina          |                      |                                         |
| 5 neimenovanih kraljev  | okoli 800 pr. n. št. |                                         |
| Ninurta-apla-X          |                      |                                         |
| Marduk-bel-zeri         |                      |                                         |
| Marduk-apla-usur        |                      |                                         |
| Eriba-Marduk            | 769–761 pr. n. št.   |                                         |
| Nabu-šuma-iškun         | 761–748 pr. n. št.   |                                         |
| Nabonasar (Nabu-nasir)  | 748–734 pr. n. št.   | sodobnik Tiglat-Pileserja III.          |
| Nabu-nadin-zeri         | 734–732 pr. n. št.   |                                         |
| Nabu-suma-ukin II.      | 732 pr. n. št.       |                                         |

Novoasirsko cesarstvo
Novoasirsko cesarstvo je bilo več kot dve stoletji dominantna sila  na antičnem Bližnjem vzhodu. Na oblasti  se je obdržalo kljub prizadevanjem različnih drugih močnih skupin, ki so obstajale v em času, vključno z Babilonijo, Urartujem, Damaskom, Elamom in Starim Egiptom.
| Vladar              | Predvideno vladanje | Komentar                                            |
| ------------------- | ------------------- | --------------------------------------------------- |
| Adad-nirari II.     | 912–891 pr. n. št.  |                                                     |
| Tukulti-Ninurta II. | 890–884 pr. n. št.  | sin Adad-nirarija II.                               |
| Asur-nasir-pal II.  | 883–859 pr. n. št.  | sin Tukulti-Ninurte II.                             |
| Šalmaneser III.     | 858–824 pr. n. št.  | bitka pri Karkarju                                  |
| ŠamŠi-Adad V.       | 823–811 pr. n. št.  | mirovna pogodba Marduk-zakir-sumijem I. Babilonskim |
| Adad-nirari III.    | 810–783 pr. n. št.  | Šamu-ramatov regent                                 |
| Šalmaneser IV.      | 782–773 pr. n. št.  | sin Adad-nirarija III.                              |
| Ašur-Dan III.       | 772–755 pr. n. št.  | sončev mrk 15. junija 763 pr. n. št.                |
| Ašur-nirari V.      | 754–745 pr. n. št.  |                                                     |
| Tiglat-Pileser III. | 744–727 pr. n. št.  | sodobnik Nabonasarja Babilonskega                   |
| Šalmaneser V.       | 726–722 pr. n. št.  | sodobnik Rusasa I. Urartujskega                     |
| Sargon II.          | 721–705 pr. n. št.  | sodobnik Marduk-apla-iddine II. Babilonskega        |
| Senačerib           | 704–681 pr. n. št.  | sodobnik Šutruk-Nahunteja II. Elamskega             |
| Esarhadon           | 680–669 pr. n. št.  | sodobnik faraona Taharka                            |
| Asurbanipal         | 668–631 pr. n. št.  |                                                     |

Babilonija
Babilonija je bila večino obdobja pod neposredno oblastjo naovoasirskih vladarjev ali njihovih guvernerjev. X. babilonska dinastija (asirska):
| Vladar                      | Predvideno vladanje    | Komentar                   |
| --------------------------- | ---------------------- | -------------------------- |
| Nabu-mukin-zeri Asirski     | 732–729 pr. n. št.     |                            |
| Tiglat-Pileser III. Asirski | 729–727 pr. n. št.     |                            |
| Šalmaneser V. Asirski       | 727–722 pr. n. št.     |                            |
| Marduk-apla-idina II.       | 722–710 pr. n. št.     |                            |
| Sargon II. Asirski          | 710–705 pr. n. št.     |                            |
| Senačerib Asirski           | 705–703 pr. n. št.     |                            |
| Marduk-zakir-šumi II.       | 703 pr. n. št.         |                            |
| Marduk-apla-idina II.       | 703 pr. n. št.         |                            |
| Bel-ibni                    | 703–700 pr. n. št.     | asirski guverner           |
| Ašur-nadin-šumi             | 700–694 pr. n. št.     | sin Senačeriba Asirskega   |
| Nergal-ušezib               | 694–693 pr. n. št.     |                            |
| Mušezib-Marduk              | 693–689 pr. n. št.     |                            |
| Senačerib Asirski           | 689–681 pr. n. št.     |                            |
| Esarhadon Asirski           | 681–669 pr. n. št.     |                            |
| Šamaš-šum-ukin              | 668–648 pr. n. št.     | sin Esarhadona Asirskega   |
| Kandalanu                   | 648–627 pr. n. št.     |                            |
| Sin-šumu-lišir              | 626 pr. n. št.         |                            |
| Sinšariškun                 | ca. 627–620 pr. n. št. | sin Asurbanipala Asirskega |

Klasična antika
Za obdobje po Asurbanipalovi smrti (727 pr. n. št.) glej:
- Medijsko cesarstvo (728–549 pr. n. št.)

- Novobabilonsko cesarstvo (626–539 pr. n. št.)

- Ahemenidsko cesarstvo (550–330 pr. n. št.)

Helenistično obdobje se je začelo z osvajanji Aleksandra Velikega leta 330 pr. n. št..